# Pachycondyla terminalis
Pachycondyla terminalis is een mierensoort uit de onderfamilie van de Ponerinae. De wetenschappelijke naam van de soort is voor het eerst geldig gepubliceerd in 2010 door Özdikmen.